# Bradleystrandesia tressleri
Bradleystrandesia tressleri är en kräftdjursart som först beskrevs av Ferguson 1954.  Bradleystrandesia tressleri ingår i släktet Bradleystrandesia och familjen Cyprididae. Inga underarter finns listade.